# Nigel Robertha
Nigel Robertha (Dordrecht, 13 februari 1998) is een Nederlands-Curaçaos voetballer die als spits speelt. Hij verruilde in maart 2021 Levski Sofia voor DC United.

## Clubcarrière
Op 1 mei 2016 maakte hij zijn officiële competitiedebuut voor Feyenoord in de Eredivisie in de uitwedstrijd bij Willem II. Hij kwam na 71 minuten binnen de lijnen als vervanger van Anass Achahbar. Robertha is Nederlands jeugdinternational. Met Feyenoord werd hij kampioen in het seizoen 2016-2017. Na dit seizoen vertrok hij naar Cambuur. Medio 2019 ging hij naar Levski Sofia. In maart 2021 tekende Robertha een contract tot en met het seizoen 2023 met een optie op nog een seizoen bij DC United dat uitkomt in de Major League Soccer.

## Erelijst
| Eredivisie | 1x | 2016/17 |